# Laškovce
Laškovce – wieś (obec) na Słowacji położona w kraju koszyckim, w powiecie Michalovce. Pierwsze wzmianki o miejscowości pochodzą z roku 1324. 
Według danych z dnia 31 grudnia 2012, wieś zamieszkiwały 643 osoby, w tym 319 kobiet i 324 mężczyzn.
W 2001 roku pod względem narodowości i przynależności etnicznej 57,93% mieszkańców stanowili Słowacy, a 42,07% Romowie.
Ze względu na wyznawaną religię struktura mieszkańców kształtowała się w 2001 roku następująco:
- Katolicy rzymscy – 31,7%
- Grekokatolicy – 50,49%
- Ewangelicy – 8,61%
- Prawosławni – 3,52%
- Ateiści – 0,39%